# Goodland (Kansas)
Goodland település az Amerikai Egyesült Államok Kansas államában, Sherman megyében, melynek megyeszékhelye is. Lakosainak száma 4465 fő (2020. április 1.).

## Népesség
A település népességének változása:

| 2010 | 4 489 |
| 2020 | 4 465 |